# Emi Wada
Emi Wada (japanisch 和田 惠美, Wada Emi, eigentlich: Wada Emiko (和田 恵美子), Geburtsname: Noguchi Emiko (野口 恵美子); * 18. März 1937 in Kyōto, Japan; † 13. November 2021) war eine japanische Kostümbildnerin, die unter anderem einen Oscar für das beste Kostümdesign gewann.

## Leben
Noguchi Emiko, die mit dem Regisseur Ben Wada verheiratet ist und unter dem Namen Emi Wada bekannt wurde, begann ihre Laufbahn in der Filmwirtschaft als Kostümbildnerin 1973 bei dem Musicalabenteuerfilm Marco und wirkte bis heute bei der Kostümausstattung von rund dreißig Filmen mit.
Nach zwölfjähriger Schaffenspause entwarf sie 1985 die Kostüme für den Film Ran von Akira Kurosawa mit Tatsuya Nakadai, Akira Terao und Jinpachi Nezu in den Hauptrollen und gewann dafür bei der Oscarverleihung 1986 den Oscar für das beste Kostümdesign. Außerdem war sie hierfür für den British Academy Film Award für die besten Kostüme nominiert.
Für eine von der PBS produzierte Fernsehaufführung von Igor Fjodorowitsch Strawinskis Opernoratorium Oedipus Rex gewann sie gemeinsam mit Julie Taymor 1993 einen Emmy für herausragende Einzelleistungen beim Kostümdesign. 1998 gewann Emi Wada zum ersten Mal einen Hong Kong Film Award für das beste Kostüm und Makeupdesign, und zwar für das romantische Historiendrama Song jia huang chao (1997) von Mabel Cheung mit Maggie Cheung, Michelle Yeoh und Vivian Wu in den Rollen der Soong-Schwestern Song Qingling, Song Ailing und Song Meiling.
Einen weiteren Hong Kong Film Award für das beste Kostüm und Makeupdesign erhielt sie 2003 für das Actionabenteuer Hero (Ying Xiong, 2002) von Zhang Yimou mit Jet Li, Tony Leung Chiu Wai und Maggie Cheung.
2005 wurde sie für House of Flying Daggers (2004) von Yimou Zhang mit Ziyi Zhang, Takeshi Kaneshiro und Andy Lau für den Saturn Award für das beste Kostüm nominiert. Zugleich erhielt sie hierfür eine weitere Nominierung für den BAFTA Film Award für die besten Kostüme sowie für den Golden Satellite Award für das beste Kostümdesign.
Für Wu Qingyuan (2006) von Zhuangzhuang Tian mit Chen Chang, Sylvia Chang und Akira Emoto war sie 2007 erstmals für einen Asian Film Award als beste Produktionsdesignerin nominiert.
Eine weitere Nominierung für einen Asian Film Award erhielt sie 2010 als beste Kostümdesignerin für das historische Actiondrama Lang zai ji (2009) von Zhuangzhuang Tian mit Maggie Q, Joe Odagiri und Chung Hua Tou. Daneben war sie für diesen Film beim Golden Horse Film Festival 2009 für einen Golden Horse Award für das beste Makeup- und Kostümdesign nominiert.
Zuletzt war Emi Wada 2011 für einen weiteren Hong Kong Film Award für das beste Kostüm und Makeupdesign nominiert, und zwar für den Actionfilm Jianyu (2010) von Chao-Bin Su mit Michelle Yeoh, Woo-sung Jung und Kelly Lin.

## Filmografie (Auswahl)
- 1973: Marco
- 1985: Ran
- 1990: Dreams
- 1994: L’incoronazione di Poppea (Fernsehfilm)
- 2002: Hero (Ying Xiong)
- 2004: House of the Flying Daggers
- 2007: Metropolitan Opera: Live in HD (Fernsehserie)
- 2010: Jianyu

## Auszeichnungen
- 1986: Oscar für das beste Kostümdesign
- 1993: Emmy für herausragende Einzelleistungen beim Kostümdesign
- 1998: Hong Kong Film Award für das beste Kostüm und Makeupdesign
- 2003: Hong Kong Film Award für das beste Kostüm und Makeupdesign